# Gino Patti
Gino Patti (Alcamo, 1925 – 1993) è stato un pittore italiano.

## Biografia
Nacque ad Alcamo nel 1925, dove compì gli studi medi; a scuola era pigro e indisciplinato, perché si sentiva come in galera, nonostante ciò voleva imparare le cose che gli piacevano.
Al liceo quindi iniziò a leggere libri di filosofia, estetica e musica: i suoi preferiti erano Kant, Croce, 
Schopenauer, Beethoven e Wagner; leggeva anche libri di architettura e gli piaceva lo stile gotico.
Finì i suoi lunghi studi laureandosi in giurisprudenza a Palermo, dopodiché sentendosi libero di fare ciò che voleva, si mise a leggere molto sulla pittura e cominciò subito a dipingere.
Fece un'esposizione ad Alcamo, più per compiacere gli amici, e i suoi quadri vennero venduti tutti; ha partecipato alla Prima Mostra Provinciale d’arti Figurative di Trapani (si veda l’articolo del prof. Gianni Di Stefano sulla rivista Trapani-anno I, n.4 del 15 agosto 1956) e al premio Alcide de Gasperi del 1956.
Dal 1957 in poi ha partecipato a mostre d’arte in Italia e all'estero, alle esposizioni di New York, Caracas e Maracaibo; inoltre ha fatto altre mostre a Palermo, Trapani, Messina, Catania, Milano e in diverse altre città.
Oggi le sue opere si trovano in gallerie nazionali e internazionali, e in diverse collezioni private.
Luigi Spazzapan, a cui il nostro pittore aveva mostrato alcuni dei suoi primi quadri a Roma, rimase subito colpito dal tipo di pittura nuova di Gino Patti, il quale oltre a dipingere, studiava i maestri del passato allo scopo di apprendere i segreti dell'arte. 
In quel periodo ebbe modo di conoscere Pippo Rizzo, professore dell’Accademia di Belle Arti di Palermo e pittore futurista, il quale gli diede tanti consigli e suggerimenti utili per la maturazione artistica del Patti.
Così scriveva Pippo Rizzo: 
Il pittore Patti dipinge nuvole, spiagge, cieli, alberelli, figure con la amorosa attenzione di fanciullo. Il mondo che egli fa vivere nei suoi quadri s’adagia sopra il reale e porta lo spettatore in luoghi dove non è mai passato, dove soltanto la fantasia domina indisturbata. I suoi cieli dipinti con tecnica stringata e lucida sono profondi e non restano in superficie ma lasciano pensoso il riguardante che vorrebbe conoscere che cosa si nasconde dietro quell’azzurro di maiolica antica.
Nell'ottobre 2013, nel ventennale della sua scomparsa, Alcamo ha ricordato uno dei suoi figli illustri: Gino Patti, marchese di Santa Rosalia, pittore che ha dedicato tutta la sua vita all’arte. L’Ordine Costantiniano, il Rotary Club, l’Associazione Arte a Confronto e diversi sponsor hanno organizzato una rassegna dell'autore presso la Sala Rubino del Centro Congressi Marconi.

### Pittura di Patti
Per Gino Patti il grande merito del surrealismo è stato quello di aver richiamato all’attenzione che l’arte è un'operazione dello spirito, dunque esame introspettivo e non studio o interpretazione della realtà obiettiva.
Patti dava grande importanza ai colori che lui stesso definiva: mezzo d’espressione come forma del sentimento; nella sua pittura vuole creare una super realtà: basta guardare il “Ritratto della madre”: in questa tela lo spirito della madre è colto pienamente sia nel disegno che nel colore.
Anche la Crocifissione è un quadro splendidamente realizzato: in primo piano la croce con le profonde venature del suo legno chiaro che richiamano le crepe del cielo e della terra quasi incolore; il cielo, nero in alto, è invece di un pallido azzurro pallido al contatto con la terra.
Gino Patti, nel rinnovarsi del sacrificio della crocifissione, cerca la redenzione dell’uomo siciliano, l’affrancamento dalla miseria e dalla tristezza della sua gente e di tutti quelli che soffrono di ogni pena.
Si può dire che tutti i suoi quadri hanno una superficie perfettamente liscia e lucida, e che ogni particolare viene curato in modo perfetto; Patti vive col suo sentimento e cerca di esprimerlo totalmente nelle sue splendide opere.

## Opere (selezione)
- Ritratto della madre, aprile 1956
- I cipressi di Dioniso, Municipio di Alcamo (marzo 1956)
- Crocefissione, Collezione privata Spinelli (maggio 1956)
- Ai confini del sogno, proprietà dell’autore, (giugno 1956)
- Il dramma del torso, assessorato alle Finanze Regione Siciliana (marzo 1956)
- Sinfonia di archi, proprietà dell’autore, (luglio 1956)
- Sacrificio, proprietà dell’A.R.S. presso palazzo dei Normanni a Palermo (febbraio 1956)
- Le arpe del tempo, Collezione La Roche di New York (1960)
- Ritmi di zolfo liquido, proprietà della Società Mineraria Bisi
- Stato d’animo 276, anno 1962
- Sinfonia K24, galleria d’arte moderna di Lissone
- Stato d’animo 215 (1962)
- Evento ed emozione (1962)
- Emozione in blu (1962)
- Evento n.101, Collezione Avv. Somma
- Angelo trombettiere, cromato, nella chiesa di San Giuseppe Lavoratore di Alcamo
- Angelo musicante, cromato, nella chiesa di San Giuseppe Lavoratore di Alcamo